# Monreale rosso riserva
Monreale rosso riserva è un vino a DOC la cui produzione è regolamentata con D.M. 2 novembre 2000, in materia di "Riconoscimento dei vini a denominazione di origine controllata 'Monreale' ed approvazione del relativo disciplinare di produzione", pubblicato sulla gazzetta ufficiale del 14 novembre 2000, n. 266, prodotto nei comuni di Monreale, Piana degli Albanesi, Camporeale, San Giuseppe Jato, San Cipirello, Santa Cristina Gela, Gela, Corleone, e Roccamena, tutti in provincia di Palermo.

## Vitigni con cui è consentito produrlo
- Nero d'Avola e Perricone da soli o congiuntamente al 50%.
- Altri vitigni a bacca rossa raccomandati e/o autorizzati per la città metropolitana di Palermo, da soli o congiuntamente , fino ad un massimo del 50%.

## Tecniche produttive
Esso deve essere inoltre invecchiato per almeno due anni (a partire dal 1º novembre dell'anno di produzione delle uve).

## Caratteristiche organolettiche
- colore: dal rosso rubino carico al granata;
- profumo: intenso, armonico;
- sapore: asciutto, caratteristico, strutturato.

## Produzione
Provincia, stagione, volume in ettolitri